# Plectris longicornis
Plectris longicornis är en skalbaggsart som beskrevs av Hermann Burmeister 1855. Plectris longicornis ingår i släktet Plectris och familjen Melolonthidae. Inga underarter finns listade i Catalogue of Life.